# Lý Trung Đường nhạc
Lý Trung Đường nhạc (giản thể: 李中堂乐; phổn thể: 李中堂樂) là quốc ca bán chính thức đầu tiên của Trung Quốc, được viết bởi Lý Hồng Chương vào năm 1896 dưới thời nhà Thanh. Nó cũng được dùng làm hoàng ca cho vương triều.

## Lịch sử
Năm 1896, (năm Quang Hưng thứ 22), Lý Hồng Chương (李鴻章), Bộ trưởng Bắc Dương và Thống đốc Trực Lệ, đã có chuyến thăm ngoại giao tới Tây Âu và Nga. Vì một bài hát quốc gia đã được yêu cầu cho buổi lễ chào đón, Lý Hồng Chương đã chuyển thể một bài thơ nhà Đường của Vương Kiến cho mục đích này.

## Lời bài hát

### Tiếng Trung giản thể
金殿当头紫阁重，
仙人掌上玉芙蓉，
太平天子朝天日，
五色云车驾六龙。

### Tiếng Trung phổn thể
金殿當頭紫閣重，
仙人掌上玉芙蓉，
太平天子朝天日，
五色雲車駕六龍。

### Bính âm Hán ngữ
Jīndiàn dāng tóu zǐgè chóng,
Xiānrén zhǎng shàng yù fúróng,
Taìpíng Tiānzǐ cháo tiān rì,
Wǔ sè yúnchē jià liù lóng.

### Hán Việt
Kim Điện đương đầu tử các trùng,
Tiên nhân chưởng thượng ngọc phù dung,
Thái bình Thiên tử triều Thiên nhật,
Ngũ sắc vân xa giá lục long.

### Bản dịch tiếng Việt
Trong Tử Cấm Thành, giữa những gian nhà tím muôn trùng,
Như đóa sen ngọc thạch trong lòng bàn tay kẻ bất tử,
Thiên tử của Đại đồng bái lạy mặt trời của Thiên đàng,
Trong cỗ xe mây ngũ sắc do sáu con rồng kéo.